# Kumbe
De Kumbe (Indonesisch: sungai Kumbe en historisch Koembe) is een sterk meanderende rivier in het zuiden van het regentschap Merauke, in het zuidoosten van de Indonesische provincie Papoea. Begin 20e eeuw stond de rivier bekend onder de namen Amberauke en Beronka. De Bian en Maro vormen onderdeel van hetzelfde stroomgebied.
De rivier ontspringt ten zuidoosten van de Bian en ten noordoosten van de weg tussen Tanahmerah en Merauke en stroomt in zuidelijke richting door het laagland, waar het onder andere een moerassig gebied doorstroomt. Stroomafwaarts van het dorp Kowa stromen een aantal zijriviertjes in. Na de dorpen Wauyauw en Sarore te hebben gepasseerd, stroomt de rivier bij het gelijknamige dorpje Kumbe uit in de Arafurazee.
Op 16 november 1957 stortte tijdens een cartografische vlucht om de kustlijn in kaart te brengen een de Havilland Canada DHC-2 (Beaver) neer bij de monding van de Kumbe waarbij de drie inzittenden om het leven kwamen.